# Lichnanthe rathvoni
Lichnanthe rathvoni är en skalbaggsart som beskrevs av Leconte 1863. Lichnanthe rathvoni ingår i släktet Lichnanthe och familjen Glaphyridae. Inga underarter finns listade i Catalogue of Life.